# Cylindrocline commersonii
Espèce
Statut de conservation UICN

 CR  : 
En danger critique
Cylindrocline commersonii est une espèce de plante à fleurs de la famille des Asteraceae. Elle est endémique de l'île Maurice et est en danger critique d'extinction.
Son habitat naturel se situe dans les forêts sèches tropicales.

## Description

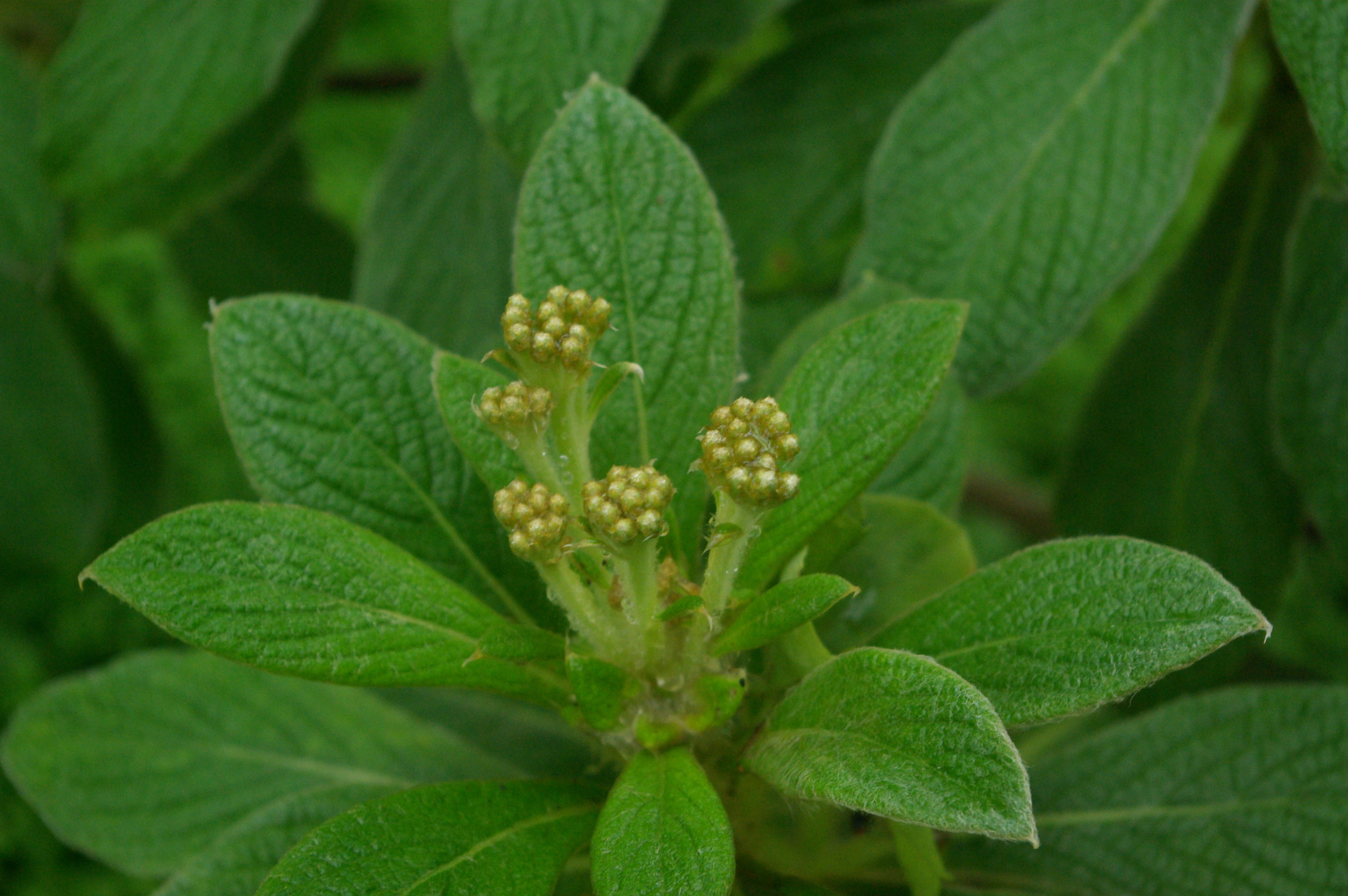
Fleurs de Cylindrocline commersonnii en boutons.

Cylindrocline commersonii est un arbuste pouvant atteindre 1 m de hauteur. Le sommet de ses rameaux épais, étalés est couvert d'une pilosité dense et laineuse.
Les feuilles sont d'un vert clair doré de 50 à 70 mm de long pour 15 à 28 mm de large. Leur forme est spatulée à oblongue ou bien elliptique à obovale avec une base cunéiforme. La surface inférieure est densément recouverte de poils laineux blancs. La surface supérieure, de couleur vert-pomme clair passant au vert moyen, devient moins velue sauf vers les bords. Elle apparaît plus ou moins bulbeuse avec un bord dentelé.
La floraison se fait de février à mai sur l'île Maurice et d'août à octobre pour l'espèce cultivée dans les Jardins botaniques royaux de Kew.

## Distribution et habitat
Cette espèce est endémique de l'île Maurice.
La localisation historique a été donnée par Wenceslas Bojer en 1837 : « sur le sommet du Pouce et au Piton de la Rivière Noire ».
La plante est nommée en l'honneur de Philibert Commerson, naturaliste qui visita Maurice.
En 1974, la population de cette espèce atteignait 20 à 25 plants, pour passer à environ 12 plants en 1984.
En 2014, une population d'une trentaine de pieds a été observée sous le sommet du Mont du Pouce , dans les zones herbeuses entre 790 et 812 m au-dessus du niveau de la mer.

## Menaces et protection
L'espèce est considérée en danger critique d'extinction sur la liste rouge de l'UICN. Elle est très sensible aux infestations de punaises farineuses pouvant être assez sérieux pour tuer la plante.
Elle est cultivée dans moins de six jardins dans le monde  dans les serres tropicales au climat « montagnes tropicales humides » du Conservatoire botanique national de Brest qui mène un programme de conservation spécifique avec le National Park Conservation Service de l’île Maurice.

## Galerie photos

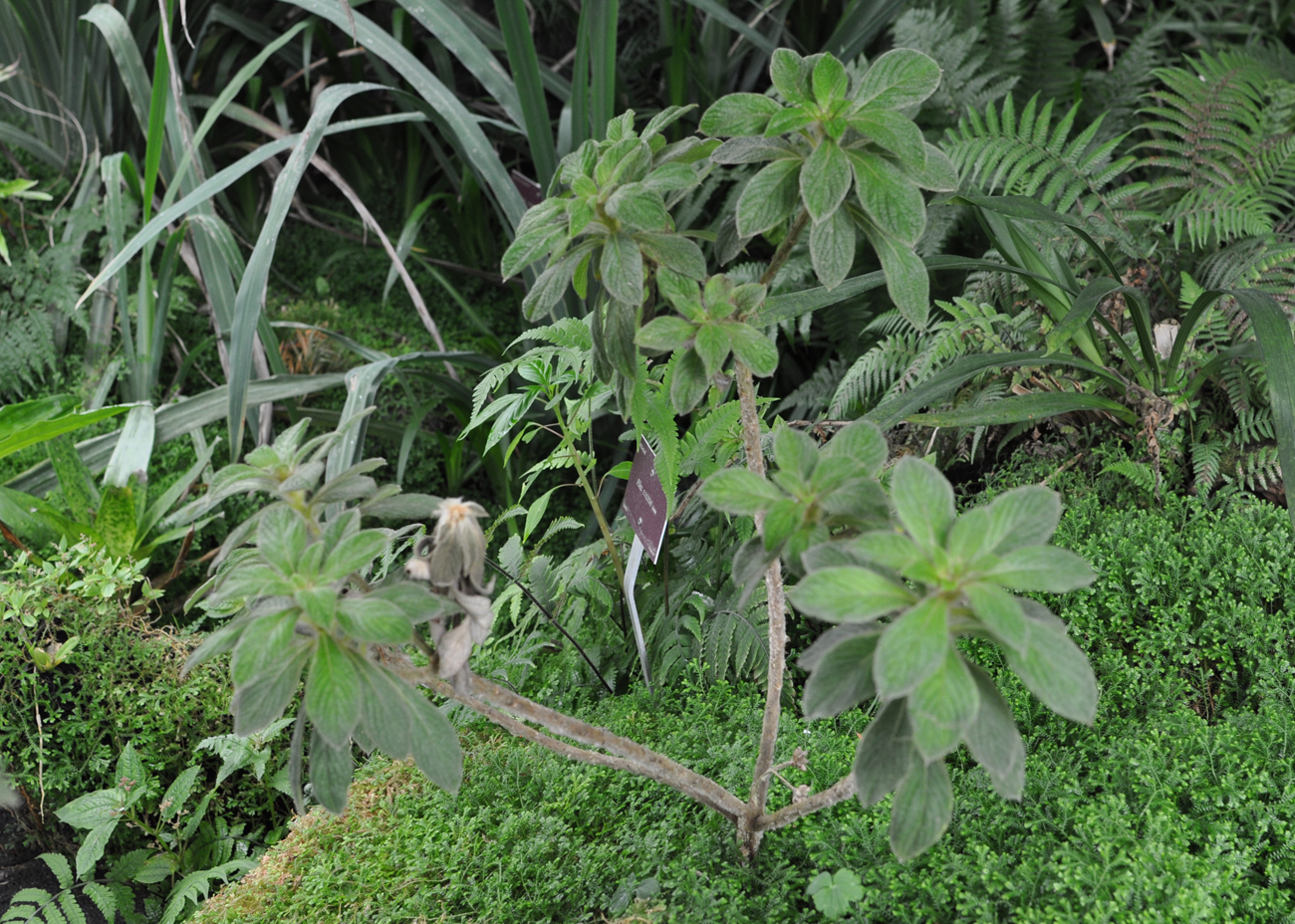
Cylindrocline commersonii.
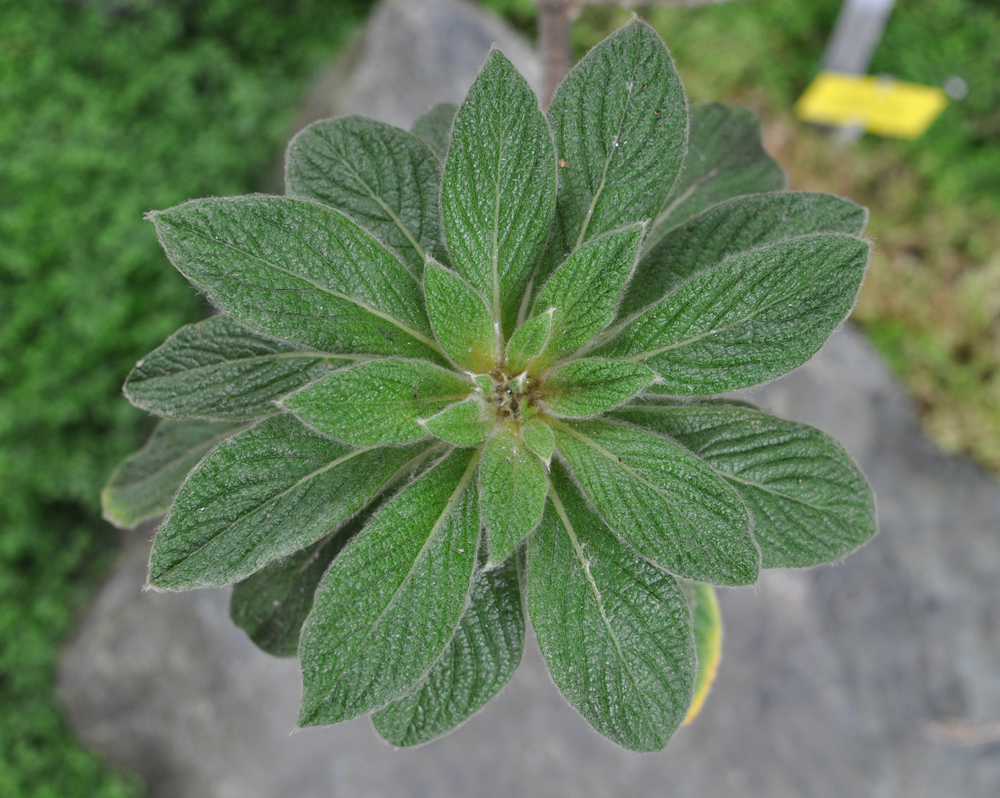
Vue de dessus.
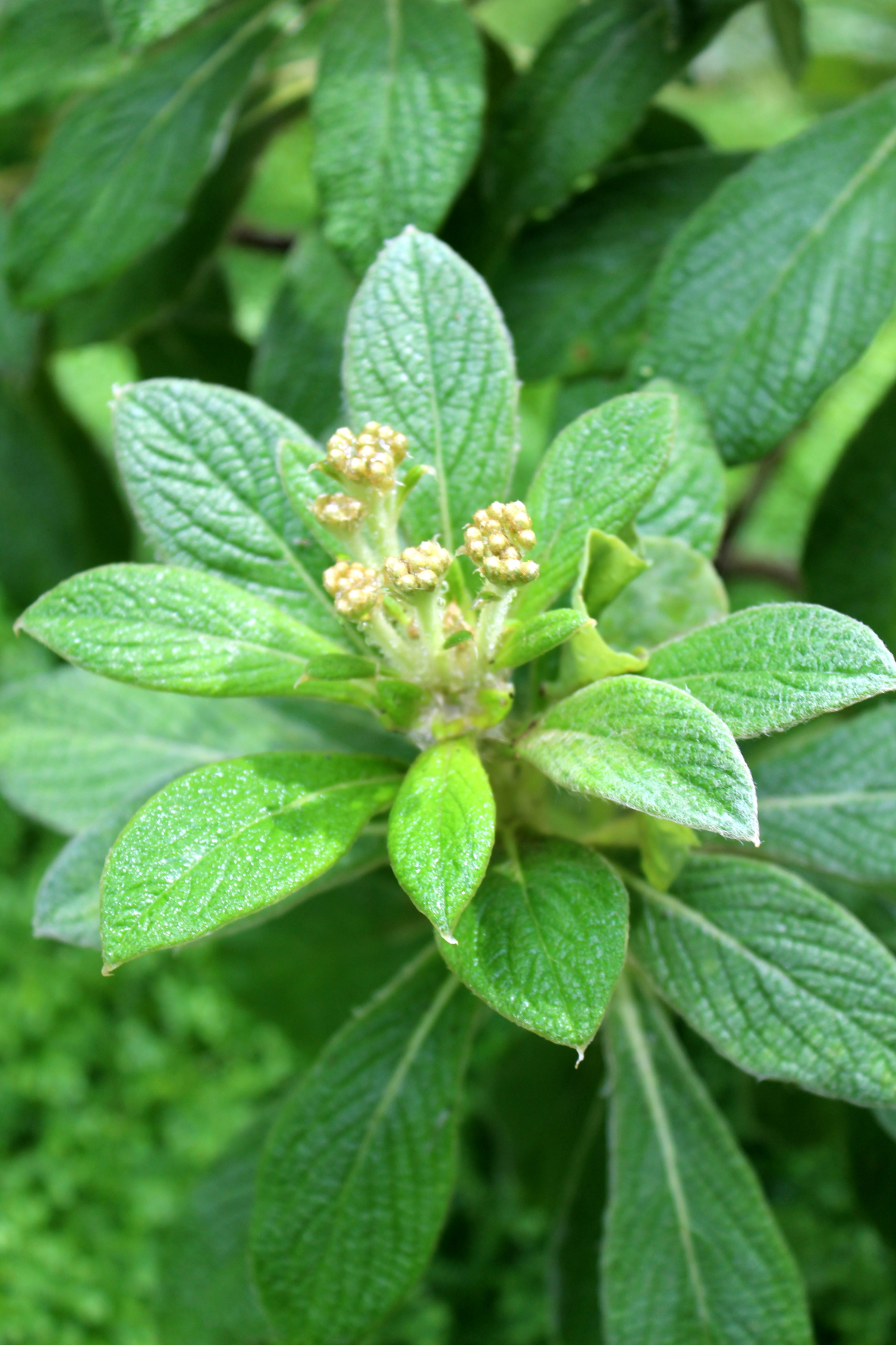
Fleurs de Cylindrocline commersonnii en boutons.
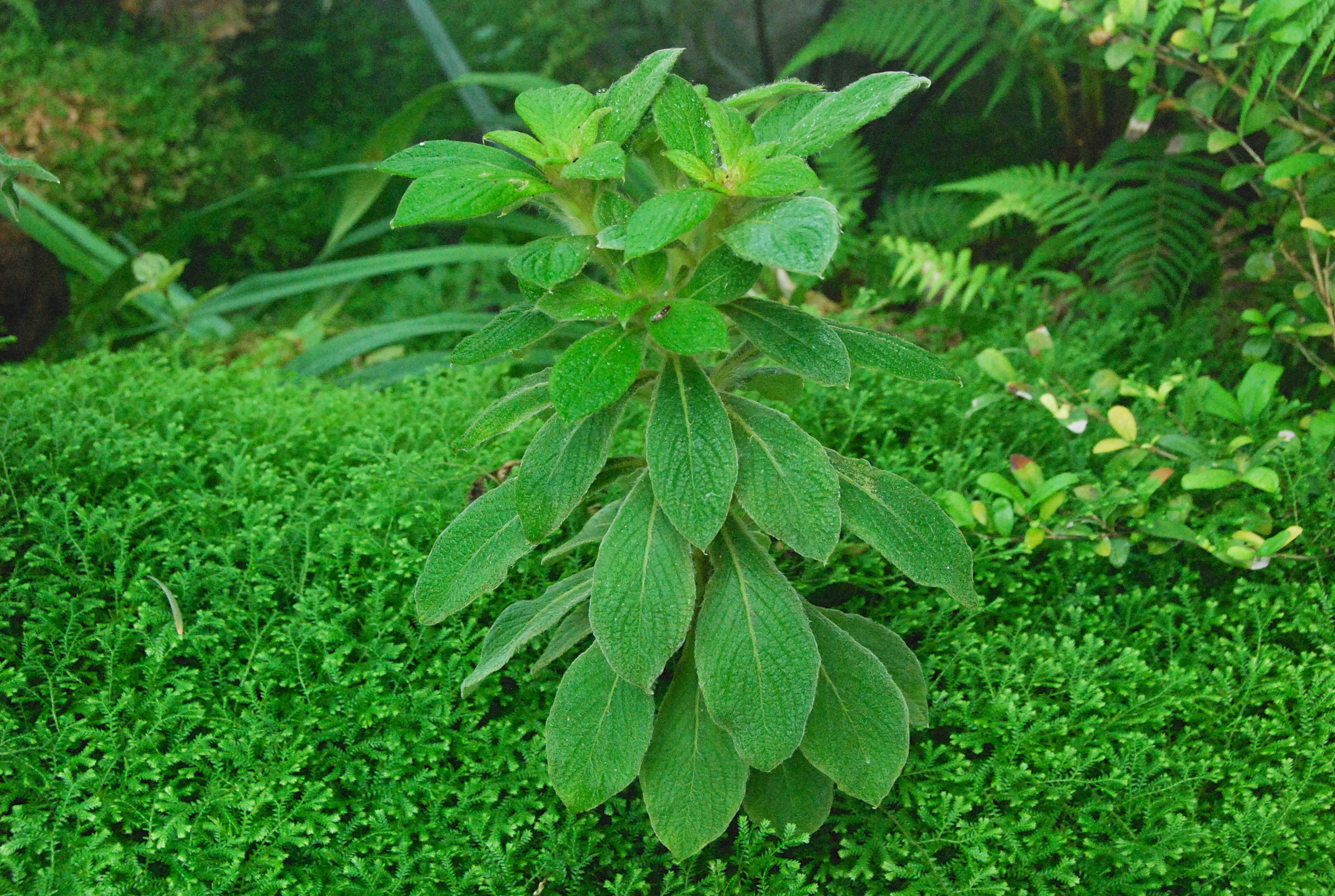
Cylindrocline commersonii.